# Knuckles (phim truyền hình)
Knuckles là bộ phim truyền hình ngắn tập được sáng tạo bởi John Whittington và Toby Ascher cho nền tảng chiếu phim trực tuyến Paramount+, dựa trên loạt trò chơi điện tử Sonic the Hedgehog được xuất bản bởi Sega. Đây sẽ là phần phim ngoại truyện của Nhím Sonic 2 (2022), và là một phần của loạt phim Nhím Sonic đồng thời cũng là bộ phim truyền hình người đóng đầu tiên của loạt phim.
Idris Elba sẽ tiếp tục trở lại lồng tiếng cho nhân vật Knuckles the Echidna từ phần phim Nhím Sonic 2 bên cạnh Adam Pally, người sẽ trở lại với vai diễn Wade. Bộ phim chính thức được công bố vào tháng 2 năm 2022 trong khuôn khổ sự kiện Nhà đầu tư của ViacomCBS với sự tham gia của Elba. Quá trình sản xuất của phim bắt đầu tại Luân Đôn, Vương quốc Anh vào tháng 4, 2024.
Knuckles sẽ được công chiếu trên Paramount+ vào đầu năm 2024. 

## Tiền đề
Lấy bối cảnh giữa các sự kiện của Nhím Sonic 2 (2022) và Nhím Sonic 3 (2024), bộ phim sẽ là hành trình theo chân Knuckles the Echidna và cách anh ta huấn luyện Phó Cảnh sát Trưởng Wade Whipple theo cách của các chiến binh Echidna.

## Diễn viên

### Nhân vật chính
- Idris Elba lồng tiếng vai Knuckles the Echidna: Một con thú lông nhím màu đỏ với tính cách nóng nảy và nghiêm túc có siêu sức mạnh,Elba đã chia sẻ rằng bộ phim sẽ khám phá việc Knuckles trở thành "một con cá ra khỏi mặt nước" sau khi chuyển đến Trái Đất trong đoạn cuối của Nhím Sonic 2 (2022).[5]
- Adam Pally thủ vai Wade Whipple, Phó Cảnh sát Trưởng tại Green Hills, người sẽ được Knuckles huấn luyện để trở thành một Chiến binh Echidna.[4]

### Nhân vật phụ
- Cary Elwes thủ vai "Pistol" Pete Whipple: Một vận động viên ném bóng lập dị với 27 lần vô địch và là họ hàng của Wade.[6][7]
- Edi Patterson[4]
- Julian Barratt[4]
- Scott Mescudi[4]
- Ellie Taylor[4] thủ vai một nhân vật phản diện bí ẩn

### Khách mời đặc biệt
- Rory McCann[4]
- Tika Sumpter thủ vai Maddie Wachowski, mẹ nuôi của Knuckles và là một bác sĩ thú y địa phương tại Green Hills.[4]

Ngoài ra, phim còn có sự tham gia của Stockard Channing, Christopher Lloyd, Paul Scheer và Rob Huebel trong các vai diễn chưa được tiết lộ.

## Tập phim
| TT. | Tiêu đề       | Đạo diễn    | Biên kịch        | Ngày phát sóng gốc |
| --- | ------------- | ----------- | ---------------- | ------------------ |
| 1   | "The Warrior" | Jeff Fowler | John Whittington | 2024               |

Các tập phim thứ hai đến thứ sáu sẽ lần lượt được biên kịch bởi John Whittington, Brian Schacter, James Madejski, Brian Schacter và John Whittington. Jorma Taccone, Carol Banker, Brandon Trost và Ged Wright sẽ cùng nhau thay phiên để chỉ đạo các tập phim.

## Phát hành
Knuckles sẽ được ra mắt trên nền tảng trực tuyến Paramount+ vào đầu năm 2024.

## Notes
1. ↑  Sonic the Hedgehog được phát triển bởi Sonic Team, xuất bản bởi Sega, đạo diễn và biên tập bởi Yuji Naka, thiết kế bởi Hirokazu Yasuhara, và minh họa bởi Naoto Ohshima.[1][2]